# 내털리 랜더
내털리 저넷 랜더(영어: Natalie Jenette Lander, 1983년 3월 28일 ~ )은 미국의 성우이다. 《세인츠 로우》 시리즈의 킨지 켄징턴 역, 《갓 오브 워 3》의 판도라 역 등으로 알려져 있다.